# Халатников, Исаак Маркович
Исаа́к Ма́ркович Хала́тников (17 октября 1919, Екатеринослав — 9 января 2021, Черноголовка) — советский и российский физик-теоретик, действительный член АН СССР (РАН, 1984). Первый директор Института теоретической физики имени Л. Д. Ландау РАН. Лауреат Сталинской премии II степени (1953).

## Биография
Родился 17 октября 1919 года в Екатеринославе в семье Меера Исааковича (Исайковича) Халатникова (1883—1970) и Таубы Давыдовны Халатниковой (1898—1982), сестра Ревекка (1923—?). Отец в период НЭПа занимался продажей тканей, мать работала портнихой и модельером театральных костюмов в театре. До войны семья жила на улице Ленина, дом № 2.
Учился в семилетней школе на украинском языке. Был трудолюбивым школьником, побеждал на различных математических олимпиадах, увлекался игрой в шашки. В 1933 году продолжил учёбу в открывшейся в городе средней десятилетней школе, вновь с обучением на украинском языке.
В 1941 году окончил физический факультет Днепропетровского государственного университета по специальности «Теоретическая физика». Являлся сталинским стипендиатом. Будучи студентом университета, начал сдавать экзамены по теоретическому минимуму Льву Ландау, который пригласил его стать своим аспирантом.
С началом Великой Отечественной войны был направлен для учёбы в одну из военных академий Москвы, где окончил курс и получил назначение в московский зенитный полк ПВО, капитан.
В 1944 году был зачислен в аспирантуру Института физических проблем АН СССР, в 1945 году демобилизовался. В этом же институте проработал с 1945 по 1965 год. Свою научную карьеру начал в 1946 году с должности младшего научного сотрудника. В конце 1940-х — начале 1950-х годов работал в составе группы теоретиков, выполнявших расчёты ядерного и термоядерного оружия, за что был награждён Сталинской премией (1953).
C 26 февраля 1965 года по 1992 год — директор созданного им Института теоретической физики имени Л. Д. Ландау АН СССР (ныне в составе РАН). Затем — почётный директор Института.
Доктор физико-математических наук (1952), академик АН СССР (1984, член-корреспондент с 1972), иностранный член Лондонского королевского общества (1994).
Профессор МФТИ, являлся членом редколлегии журнала «Физика низких температур».
Труды по теории квантовых жидкостей, сверхпроводимости, квантовой электродинамике, квантовой теории поля, релятивистской гидродинамике, квантовой механике, общей теории относительности, релятивистской астрофизике и космологии.
Большое влияние оказала на И. М. Халатникова совместная работа с Л. Д. Ландау (наиболее известна теория сверхтекучести Ландау — Халатникова). Автор исследований по основам квантовой электродинамики (совместно с А. А. Абрикосовым и Л. Д. Ландау). После смерти Ландау, несмотря на загруженность административными делами директора института, работал в области общей теории относительности и космологии, где получила известность т. н. сингулярность Белинского — Халатникова — Лифшица.
В связи со 100-летием со дня рождения Халатникова средней школе № 75 в Черноголовке присвоено его имя.
Скончался 9 января 2021 года в Черноголовке, на 102 году жизни. Похоронен на Макаровском кладбище (село Макарово, городской округ Черноголовка, Московская обл.).

## Семья
Жена — Валентина Николаевна Щорс (1920—2005), дочь Николая Щорса и Фрумы Ростовой. Три дочери, пять внуков, восемь правнуков (на октябрь 2019).

## Память
В 2022 году в Черноголовке был открыт сквер имени Исаака Марковича Халатникова. В нём установлен «Сингулярность Халатникова», на котором изображены чёрная дыра в виде воронки и пространственно-временные метаморфозы.

## Награды
- Орден «За заслуги перед Отечеством» III степени (10 сентября 1999) — за заслуги перед государством, многолетний добросовестный труд и большой вклад в укрепление дружбы и сотрудничества между народами[16]
- Орден Александра Невского (26 августа 2020) — за большой вклад в развитие науки и многолетнюю добросовестную работу[17].
- Орден Октябрьской Революции (1986).
- Орден Отечественной войны II степени (6 апреля 1985)[18].
- Три ордена Трудового Красного Знамени (1954, 1956, 1975).
- Орден Дружбы народов (Российской Федерации, 28 октября 1994) — за большой личный вклад в развитие отечественной науки и подготовку высококвалифицированных кадров[19].
- Орден Дружбы народов (СССР, 16 октября 1979).
- Орден «Знак Почёта» (1950).
- Почётная Грамота Президиума Верховного Совета РСФСР (16 октября 1969).
- Медаль «За победу над Германией в Великой Отечественной войне»[20].
- Сталинская премия второй степени (1953) — за расчётно-теоретические работы по изделию РДС-6с и РДС-5[21][22].
- Премия имени Л. Д. Ландау АН СССР (1974).
- Премия Марселя Гроссмана (2012)[23].